# Сидорова, Евгения Николаевна
Евге́ния Никола́евна Си́дорова (Кабина) (13 декабря 1930, Москва, СССР — 29 января 2003, Москва, Россия) — советская горнолыжница, единственная обладательница олимпийской медали в истории советского горнолыжного спорта, многократная чемпионка СССР, заслуженный мастер спорта СССР.

## Биография
Родилась в Москве на Воробьевых горах.
Большой вклад в успехи Сидоровой на горнолыжных трассах внёс тренер Владимир Нагорный.
24-кратная чемпионка СССР в 1946—1966 годы. Чемпионка СССР в 1950, 1953, 1954, 1956 и 1959 годах в скоростном спуске, 1948—1953 и 1956 годах — в слаломе, в 1966 году — в гигантском слаломе, в 1948—1951 и 1954 годах — в горнолыжном двоеборье, в 1956 году — в горнолыжном троеборье.
Первая советская горнолыжница — призёр VII зимних Олимпийских игр (1956, Кортина д’Ампеццо, Италия), завоевала бронзовую медаль в слаломе. Участница зимних Олимпийских игр в 1960 и 1964 годах.
Окончила Высшую школу тренеров при Московском институте физкультуры.
После окончания спортивной карьеры Евгения Сидорова работала тренером в одной из детско-юношеских школ Москвы.
Скончалась 29 января 2003 года на 73-м году жизни. Похоронена в Москве на Хованском кладбище.
Брат — Лев Сидоров, мастер спорта СССР по северному двоеборью.

### Зимние Олимпийские игры
На Играх 1956, 1960 и 1964 годов олимпийские награды в супергиганте и комбинации не разыгрывались.
| Олимпийские игры       | Скоростной спуск | Супергигант | Гигантский слалом | Слалом | Комбинация |
| ---------------------- | ---------------- | ----------- | ----------------- | ------ | ---------- |
| 1956 Кортина-д’Ампеццо | 37               | н/д         | 40                | 3      | н/д        |
| 1960 Скво-Вэлли        | 20               | н/д         | 31                | 18     | н/д        |
| 1964 Инсбрук           | 37               | н/д         | 38                | 27     | н/д        |

## Награды
- Орден «Знак Почёта» (27.04.1957) — «за успехи, достигнутые в деле развития массового физкультурного движения в стране, повышения мастерства советских спортсменов, и успешное выступление на международных соревнованиях»